# 細川町脇川
細川町脇川（ほそかわちょうわきがわ）は、兵庫県三木市にある大字。旧・美嚢郡細川村脇川。郵便番号は673-0722。

## 地理
細川地区の西側に位置している。弘法大師（空海）がこの地に修行に来た場所である。東側は細川町豊地、細川町高篠・西側は加佐、久留美、小野市万勝寺町、大開町、山田町・南側は細川町西・北側は細川町高畑接する。

## 歴史
- 1954年6月1日 - 三木市編入に伴い、三木市細川町脇川になる。

### 字域の変遷
| 実施前               | 実施年       | 実施後           |
| -------------------- | ------------ | ---------------- |
| 美嚢郡細川村大字脇川 | 1954年6月1日 | 三木市細川町脇川 |

## 世帯数と人口
2022年（令和4年）2月28日現在の世帯数と人口は以下の通りである。
| 町丁       | 世帯数 | 人口 |
| ---------- | ------ | ---- |
| 細川町脇川 | 32世帯 | 63人 |

## 小・中学校の学区
市立小・中学校に通う場合、学区は以下の通りとなる。
| 番地 | 小学校             | 中学校             |
| ---- | ------------------ | ------------------ |
| 全域 | 三木市立豊地小学校 | 三木市立星陽中学校 |

## 施設
- 教海寺
- 大歳神社

## 交通

### 鉄道
地内には鉄道は走っていない。

### バス
- みっきぃバス

### 道路
- 兵庫県道510号万勝寺久留美線